# Las Valeras
Las Valeras es un municipio español de la provincia de Cuenca, en la comunidad autónoma de Castilla-La Mancha. Compuesto por las localidades de Valera de Abajo y Valeria, tiene una población de 1564 habitantes (INE 2024). 

## Geografía
Se sitúa entre las poblaciones conquenses de Olmeda del Rey, Chumillas, Piqueras del Castillo, Hontecillas, Valverde de Júcar, Albaladejo del Cuende, La Parra de las Vegas, Valdetórtola y Los Llecos (jurisdicción de Cuenca). Tiene un área de 112,96 km².

## Historia
En la Hispania visigoda fue sede episcopal de la Iglesia católica, sufragánea de la archidiócesis de Toledo  que comprendía la antigua provincia romana de Cartaginense en la diócesis de Hispania.
La historia de Valera de abajo no está muy definida, sabemos por distintos escritos y documentos que alrededor del año 179 antes de Cristo fue conquistada por Tiberio Sempronio Graco, aunque su auténtico fundador fue Valerio Flaco, Pretor de la Celtibería.
No fue hasta alrededor del año 82 antes de Cristo cuando fue bautizado el pueblo, el nombre fue Valera, un nombre latino mencionado por Ptlomeo y por Plinio en algunos de sus escritos.
La famosa Hoz de las Valeras o Paso de las Valeras consiguieron que Valera de Abajo tuviera un valor estratégico muy importante y pieza clave en las defensas de la época.
Todo el enclave se destruyó en  a Guerra cilvil que disputaron Amer-ben-Amrú y Jusyf-el-Fheri. Posteriormente a esta destrucción fue fundada de nuevo por los habitantes que allí quedaron, y años después paso exactamente igual con lo que hoy conocemos como Valera de Arriba, en el mismo lugar donde antiguamente estuvo enclavada Valeria.
Años más tarde Visigodos y romanos vivieron en la zona intentando conquistar las alturas de Valera de Arriba y de Valera de Abajo para así conseguir dominar el paso de sus ejércitos por la hoz e impedir el paso de los ejércitos enermigos.
Algunos siglos después, durante la ocupación musulmana, volvió a ser completamente destruida a causa de las sangrientas guerras de la época.
No fue hasta entre los años 1157 y 1217 cuando el entonces rey, Alfonso VIII, ordenó la reconquista y la repoblación de los terrenos de Valera, en este caso por motivos estratégicos, sobre todo después de la batalla de las Navas de Tolosa en el año 1212 que fue donde el peligro almohade quedó más que manifestado. La hoz de la Valeras impedía el acceso hacia la capital conquense de posibles ataques desde el Sur y desde Levante. Valera de Abajo volvía a la vida mediante un pequeño pueblo militar.
En los años 1950 fue encontrado un tesoro, según la denominación de los arqueólogos, compuesto de monedas y trozos de plata que recibió el nombre de "Tesorillo de Valera de Arriba".
El 18 de marzo de 1959 el Consejo de Ministros decretó que el pueblo de Valera de Arriba pasase a llamarse Valeria. En 1971 es cuando se fusionaron los dos pueblos en un único municipio. Según explica el BOE de 22 de enero de 2003: "El núcleo de Valeria fue municipio independiente hasta diciembre de 1971, año en que se fusionó con Valera de Abajo, formando el municipio de Las Valeras, por insuficiencia de recursos económicos". 
El 22 de enero de 2003 se dispuso la constitución del núcleo de Valeria como entidad de ámbito territorial inferior al municipio.

## Demografía
Las Valeras cuenta con una población de 1564 habitantes (INE 2024).
| Gráfica de evolución demográfica de Las Valeras entre 1981 y 2021 |
| |
| Población de derecho según los censos de población del INE Población de hecho según los censos de población del INEEntre el censo de 1981 y el anterior, aparece este municipio porque se fusionan los municipios Valera de Abajo y Valeria |

| Gráfica de evolución demográfica de Valeria entre 1842(1) y 1970 |
| |
| (1) En estos censos se denominaba Valera de Arriba Entre el censo de 1981 y el anterior, este municipio desaparece porque se agrupa en el municipio 16903 (Las Valeras) Población de derecho según los censos de población del INE. Población de hecho según los censos de población del INE. |

| 1991 | 1996 | 2001 | 2004 | 2008 | 2009 | 2013 | 2015 |
| ---- | ---- | ---- | ---- | ---- | ---- | ---- | ---- |
| 1428 | 1443 | 1502 | 1399 | 1653 | 1584 | 1633 | 1632 |

## Lugares de interés

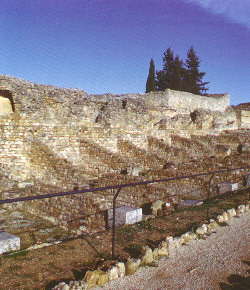
Ruinas romanas de Valeria

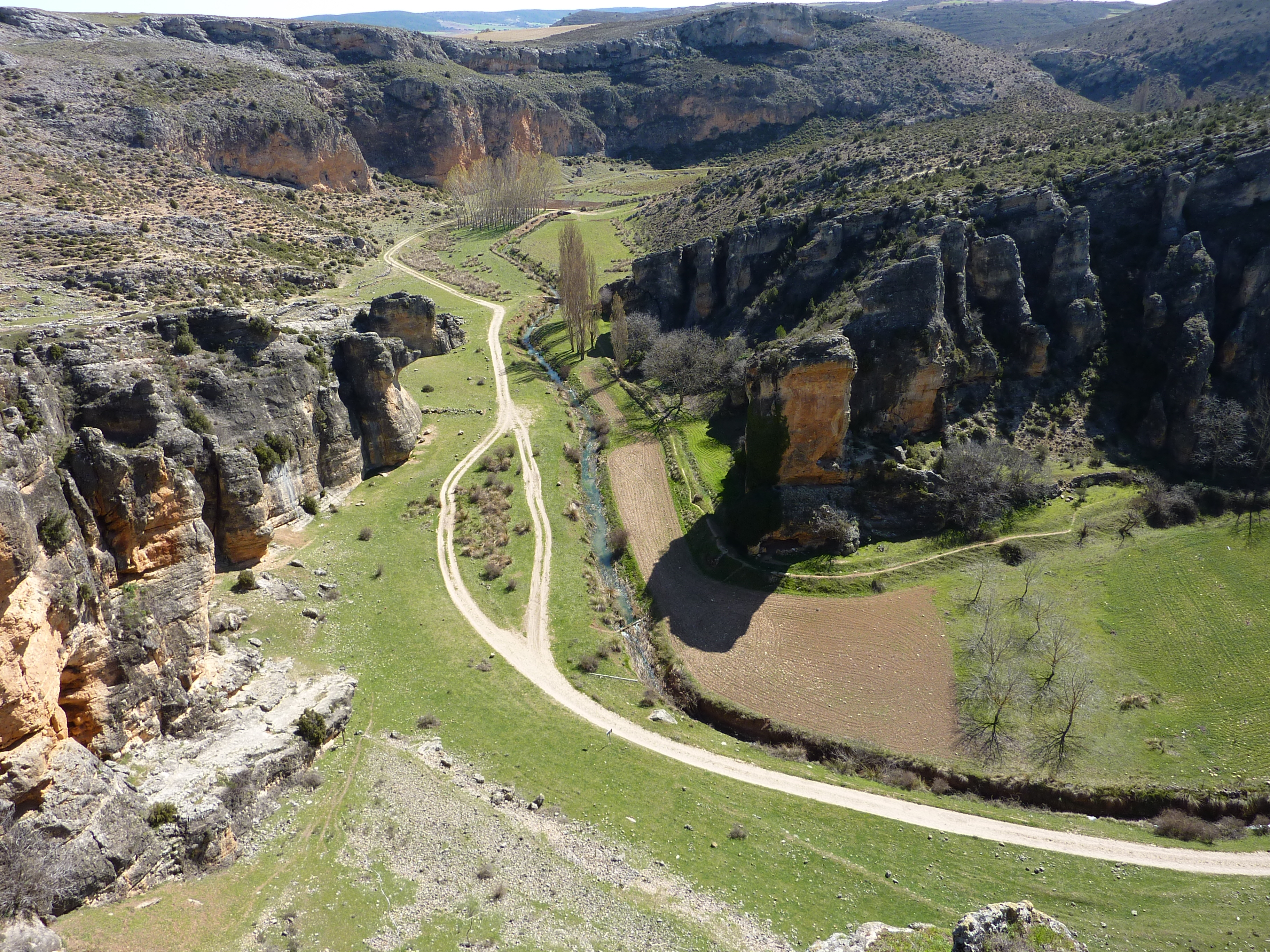
Hoz del Río Gritos

### Valera de Abajo
- Convento de las Carmelitas de San José.
- Ermita de San Cristóbal.
- Ermita de San Roque.
- Cueva de la Judía.
- El convento de los Franciscanos.

### Valeria
- Ruinas romanas de Valeria.[7]
- Iglesia de Ntra. Sra. de la Sey.
- Muralla medieval.
- Hoz del río Gritos.